# Gabriel Velasco
Gabriel Velasco Gutiérrez (ur. 1 lutego 1986 w Cuernavace) – meksykański piłkarz występujący na pozycji prawego pomocnika, obecnie zawodnik Tepic.

## Kariera klubowa
Velasco rozpoczynał swoją karierę piłkarską jako dwudziestolatek w drużynie ze swojego rodzinnego miasta – trzecioligowym Astros de Cuernavaca. W jego barwach w wiosennym sezonie Clausura 2007 został królem strzelców trzeciej ligi meksykańskiej z piętnastoma bramkami na koncie. Bezpośrednio po tym sukcesie przeniósł się do drugoligowego Académicos de Guadalajara, będącego filią grającego w najwyższej klasie rozgrywkowej Club Atlas. Tam występował przez dwa lata bez większych sukcesów, nie potrafiąc jednak przebić się do pierwszej drużyny, po czym jego klub został rozwiązany, a on sam zasilił innego drugoligowca – Cruz Azul Hidalgo (rezerwy pierwszoligowego Cruz Azul). Tam również występował przez dwuletni okres, głównie jednak w roli rezerwowego i ponownie nie zdołał zanotować poważniejszych osiągnięć.
Latem 2011 Velasco został graczem występującego na najwyższym szczeblu klubu Deportivo Toluca. W meksykańskiej Primera División zadebiutował za kadencji szkoleniowca Héctora Hugo Eugui, 3 sierpnia 2011 w zremisowanym 2:2 spotkaniu z Tigres UANL. W jesiennym sezonie Apertura 2012 zdobył ze swoim klubem wicemistrzostwo kraju, ani razu nie pojawiając się jednak wówczas na boisku, zaś premierowego gola w pierwszej lidze strzelił 13 kwietnia 2014 w wygranej 2:1 konfrontacji z Leónem. W tym samym roku dotarł z Tolucą do finału rozgrywek Ligi Mistrzów CONCACAF, zaś ogółem w barwach tego zespołu występował przez cztery lata, będąc wyłącznie głębokim rezerwowym. W styczniu 2016, po sześciu miesiącach bezrobocia, podpisał umowę z drugoligowym Deportivo Tepic.
| Sezon     | Klub                      | Kraj   | Rozgrywki  | Mecze | Bramki |
| --------- | ------------------------- | ------ | ---------- | ----- | ------ |
| 2007/2008 | Académicos de Guadalajara | Meksyk | Ascenso MX | 18    | 1      |
| 2008/2009 | Académicos de Guadalajara | Meksyk | Ascenso MX | 18    | 2      |
| 2009/2010 | Cruz Azul Hidalgo         | Meksyk | Ascenso MX | 3     | 1      |
| 2010/2011 | Cruz Azul Hidalgo         | Meksyk | Ascenso MX | 26    | 4      |
| 2011/2012 | Deportivo Toluca          | Meksyk | Liga MX    | 4     | 0      |
| 2012/2013 | Deportivo Toluca          | Meksyk | Liga MX    | 0     | 0      |
| 2013/2014 | Deportivo Toluca          | Meksyk | Liga MX    | 12    | 1      |
| 2014/2015 | Deportivo Toluca          | Meksyk | Liga MX    | 4     | 0      |
| 2015/2016 | Deportivo Tepic           | Meksyk | Ascenso MX |       |        |